# Madame Durand au skating
Madame Durand au skating è un cortometraggio del 1911 diretto da André Heuzé.